# Cagá de gato
La cagá de gato es un elaborado de distintos frutos secos y miel, a modo de turrón, originario de Castilla la Nueva, actualmente Castilla-La Mancha y Madrid. De la cual, existen otras variantes en la costa mediterránea.
Es un dulce que aprovecha la recolección del trigo y la miel a finales de julio y sirve de homenaje para la fiesta de Santiago el Mayor.

## Ingredientes
Se puede usar todos los frutos secos que se prefiera (nueces‚ almendras o cacahuetes, entre otros), pero tradicionalmente se ha realizado con trigo y miel.

## Preparación
Se doran el trigo y/o frutos secos en una sartén, bien sin nada o con unas gotas de aceite preferiblemente. Se remueven para que el tueste sea lo más homogéneo posible sin que se llegue a quemar. En otro cazo, se ha de tostar la miel para cuando esté en un punto de cocción óptimo, se la añade el trigo (u otros ingredientes) ya tostados‚ para removerlos y hacer una masa conjunta.
Una vez mezclado se vierte en papel de estraza para elaborar una torta fina. O bien, en algún molde pastelero.